# Стел, Симон ван дер
Симон ван дер Стел (нидерл. Simon van der Stel; 14 октября 1639, в море, в пути к острову Маврикий — 24 июня 1712, Кейптаун) — первый голландский губернатор Капской колонии.
Не исключено, что Симон стал первым ребёнком, рождённым на Маврикии: до прибытия европейцев остров был необитаем. Его отец Адриан командовал на Маврикии гарнизоном и состоял на службе Голландской Ост-Индской компании, а мать была малайских кровей.
В 1679 году был назначен комендантом Капстада, а с 1691 года — его первым губернатором. Одним из его первых мероприятий было основание города Стелленбос — второго после Капстада европейского поселения в Южной Африке. Также его имя носит военно-морская база Симонстад.
В 1699 году передал все дела своему сыну Виллему Адриану и удалился в поместье Констанция, названное именем супруги. Ныне это предместье Кейптауна известно своими винодельнями (см. Klein Constantia). Усадьба ван дер Стела в Констанции была в XX веке восстановлена и ныне входит в число достопримечательностей Кейптауна.